# 赛康岩画
赛康岩画，位于中国青海省称多县尕朵乡，为青海省市县级文物保护单位，公布日期为1988年9月27日，类型为石窟寺及石刻。
赛康岩画的历史年代为唐。